# Kuoppajärvi (Karesuando socken, Lappland, 758407-178622)
Kuoppajärvi är en sjö i Kiruna kommun i Lappland och ingår i Torneälvens huvudavrinningsområde. Sjön har en area på 0,081 kvadratkilometer och ligger 356,2 meter över havet.

## Delavrinningsområde
Kuoppajärvi ingår i det delavrinningsområde (758427-178556) som SMHI kallar för Ovan Kurusjoki. Medelhöjden är 396 meter över havet och ytan är 43,48 kvadratkilometer. Räknas de 10 avrinningsområdena uppströms in blir den ackumulerade arean 130,88 kvadratkilometer. Luongasjoki som avvattnar avrinningsområdet har biflödesordning 3, vilket innebär att vattnet flödar genom totalt 3 vattendrag innan det når havet efter 407 kilometer. Avrinningsområdet består mestadels av skog (83 procent) och sankmarker (15 procent). Avrinningsområdet har 0,64 kvadratkilometer vattenytor vilket ger det en sjöprocent på 1,5 procent.